# Kalinów (Strzelce Opolskie)

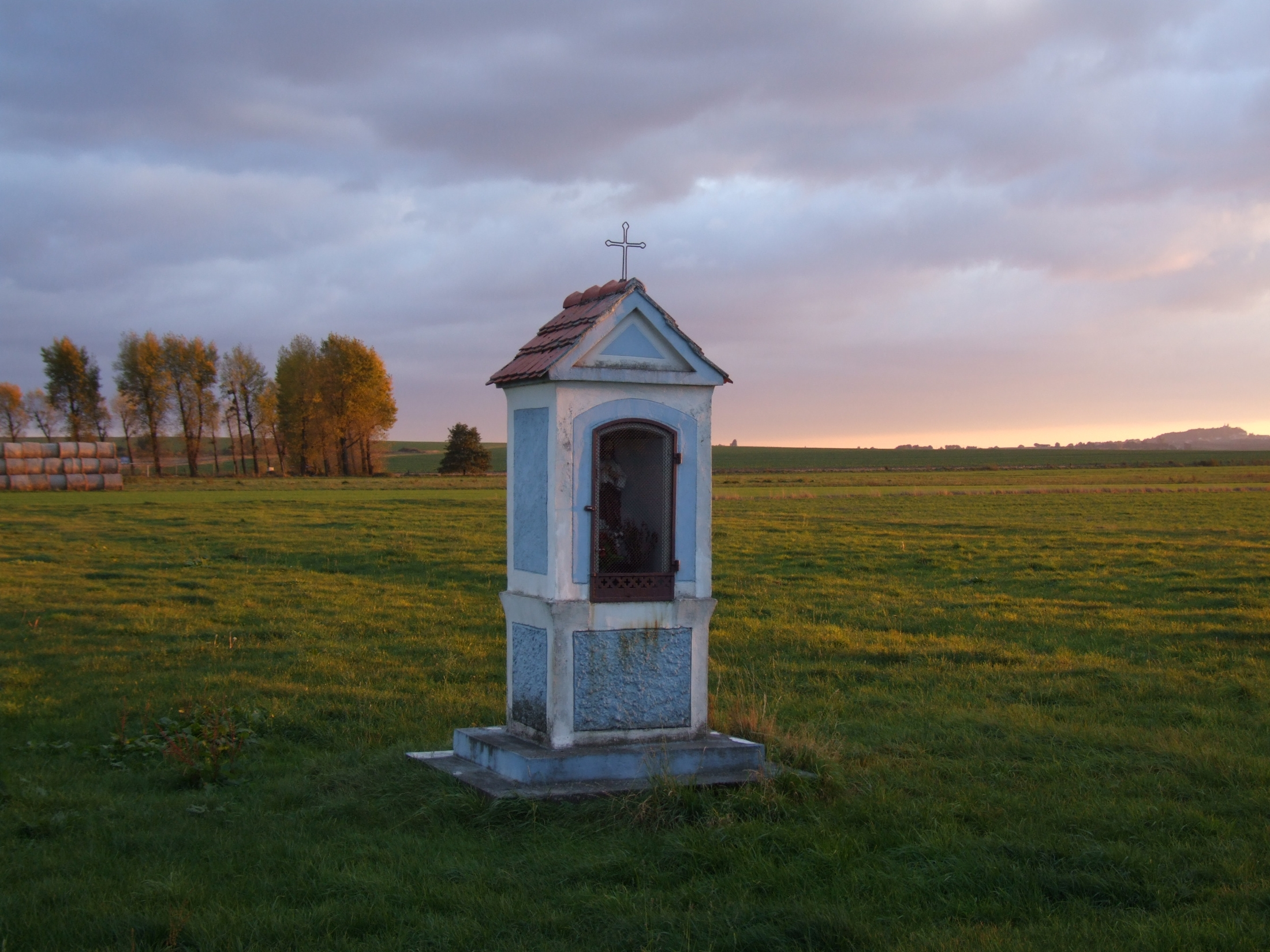
Kapelle in Kalinow

Kalinów (deutsch: Kalinow) ist ein Ort in der Stadt- und Landgemeinde Strzelce Opolskie im Powiat Strzelecki der Woiwodschaft Opole in Polen.
Nachbarorte von Kalinów sind im Westen Kalinowice (Kalinowitz), im Osten Rożniątów (Rosniontau) und im Süden Wyssoka (Wysoka).

## Geschichte
Der Ort wurde 1393 erstmals urkundlich erwähnt.
Das Anwesen mit Schloss Kalinow (ca. 812 ha) gehörte ab 1908 bis 1923 Karl von Brühl-Renard, dem Fideikommissherr von Schloss Groß Strehlitz.
Bei der Volksabstimmung in Oberschlesien am 20. März 1921 stimmten 52 Wahlberechtigte für einen Verbleib bei Deutschland und 34 für Polen. Auf Gut Kalinow stimmten 138 für Deutschland und 36 für Polen. Kalinow verblieb beim Deutschen Reich. 1933 lebten im Ort 469 Einwohner. Am 3. Juli 1936 wurde Kalinow in Blütenau umbenannt. 1939 hatte der Ort 448 Einwohner. Bis 1945 befand sich der Ort im Landkreis Groß Strehlitz.
Als Folge des Zweiten Weltkriegs 1945 kam der bisher deutsche Ort unter polnische Verwaltung und wurde in Kalinów umbenannt und der Woiwodschaft Schlesien angeschlossen. 1950 wurde es der Woiwodschaft Opole eingegliedert. Seit 1999 gehört Kalinów zum Powiat Strzelecki.

## Persönlichkeiten
- Max Hirsch (* 1875 in Kalinow; für tot erklärt 1945), Mediziner, Fachredakteur und Herausgeber